# Berny Camps
Berny Camps, född 20 mars 1971, är en holländsk bågskytt. Han deltog vid olympiska sommarspelen 1992.